# 阿马波朗
阿马波朗是巴西巴拉那州的一个市镇。总面积384.734平方公里，总人口5378人，人口密度14人/平方公里。